# Перовское кладбище
Перо́вское кла́дбище — открытое для посещения кладбище, расположенное в Восточном административном округе города Москвы на территории района Вешняки. Возникло в XVIII веке как сельское кладбище села Перово. В состав московских кладбищ было включено в 1960 г. Сейчас на территории некрополя нет православных церквей и других религиозных построек. Для захоронений урн с прахом на кладбище имеется открытый колумбарий.
- Адрес: Москва, Кетчерская улица, д. 20
- Площадь кладбища: 5,9 га.

## Проезд
Общественный транспорт: от станции метро «Выхино» автобус № 706; от станции метро «Новогиреево» автобусы № т75, 21, 811, 974; от станции метро «Новокосино» автобусы № т75, 21, 706, 811, 974  до остановки «Реутовская улица».